# RT-11
El RT-11 («RT» de Real Time - «tiempo real») fue un pequeño sistema operativo de tiempo real, monousuario, para la familia de computadoras de 16 bits PDP-11, de la Digital Equipment Corporation. El RT-11 fue implementado por primera vez en 1970 y se utilizó ampliamente para sistemas de tiempo real, control de procesos y adquisición de datos a través de la línea completa de computadoras PDP-11.